# أبوسوم قلنسوة أحمر الجانب
أبوسوم قلنسوة أحمر الجانب (الاسم العلمي:Monodelphis palliolata)، هو نوع من الأبوسوم يتواجد في كولومبيا وفنزويلا على ارتفاعات من مستوى سطح البحر إلى 2250 متر.